# Beatrice Arthur
Beatrice "Bea" Arthur (New York, 13. svibnja 1922. – Los Angeles, 25. travnja 2009.) je bila američka filmska i televizijska glumica. Najpoznatija je po ulozi Dorothy Zbornak u TV seriji "Zlatne djevojke".